# Cmentarz wojenny w Parciakach
Cmentarz wojenny w Parciakach – miejsce spoczynku żołnierzy poległych w I wojnie światowej. Położony jest w Parciakach w gminie Jednorożec, powiecie przasnyskim, województwie mazowieckim.

## Historia
Cmentarz utworzono w 1915. Zorganizowano go obok cmentarza parafii Parciaki. W 2017 notowano 91 nieczytelnych płyt nagrobnych, które umieszczono w 6 rzędach maksymalnie po 22 nagrobki, oraz 4 czytelne. Płyty mają wymiary 52×43 cm. W 1999 notowano 98 płyt nagrobnych. Pochowano tu żołnierzy armii niemieckiej i rosyjskiej. Dawniej na cmentarzu rosły drzewa, które później wycięto, ale cały czas nekropolia zarasta roślinami. Stan cmentarza wojennego w Parciakach jest zły. Miejsce spoczynku żołnierzy jest zaniedbane. Zwiększająca się powierzchnia cmentarza parafialnego sprzyja niszczeniu nagrobków żołnierskich.
30 stycznia 1986 miejsce zostało wpisane do rejestru zabytków pod numerem A-573.

## Galeria

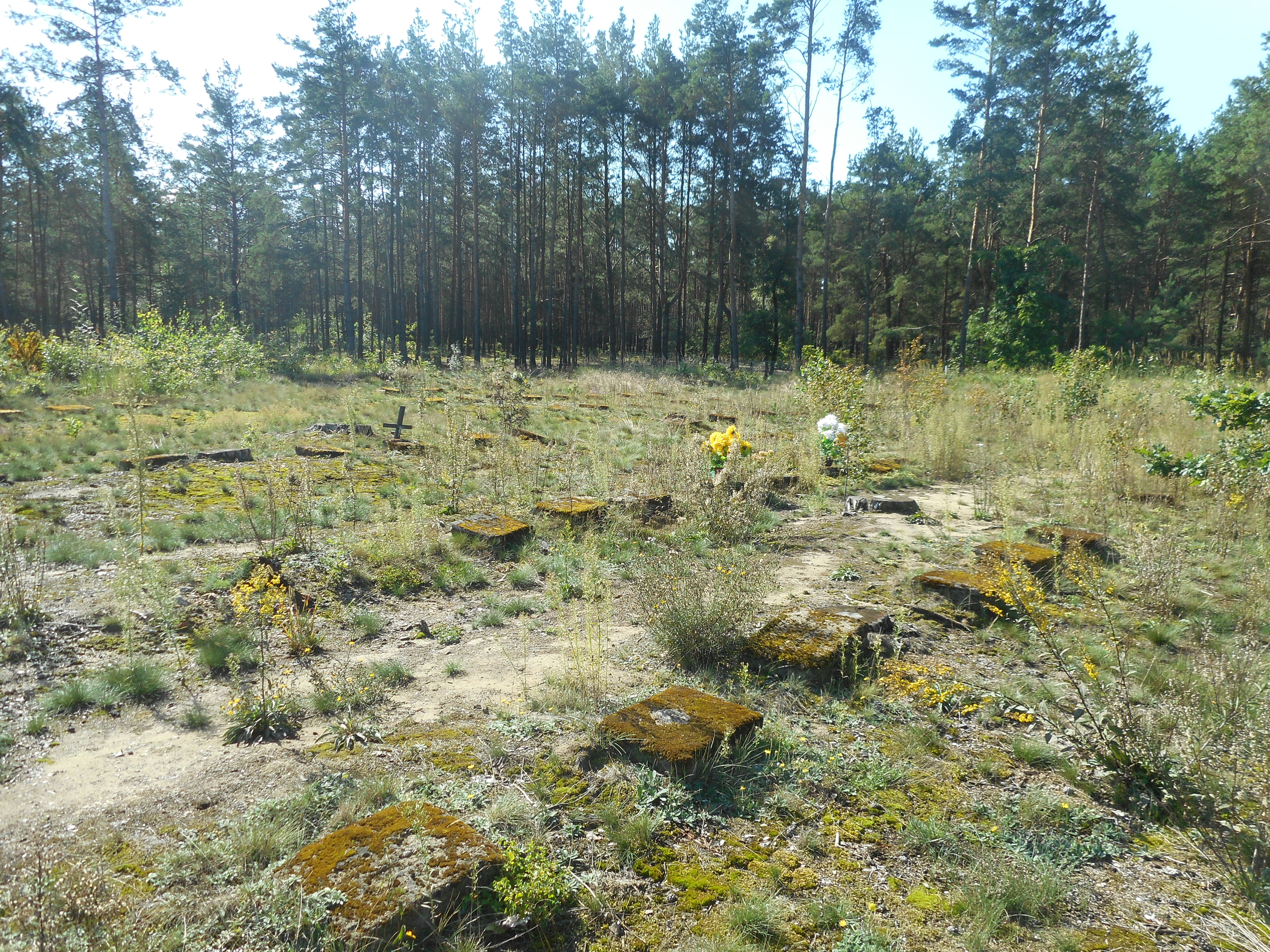
Widok ogólny
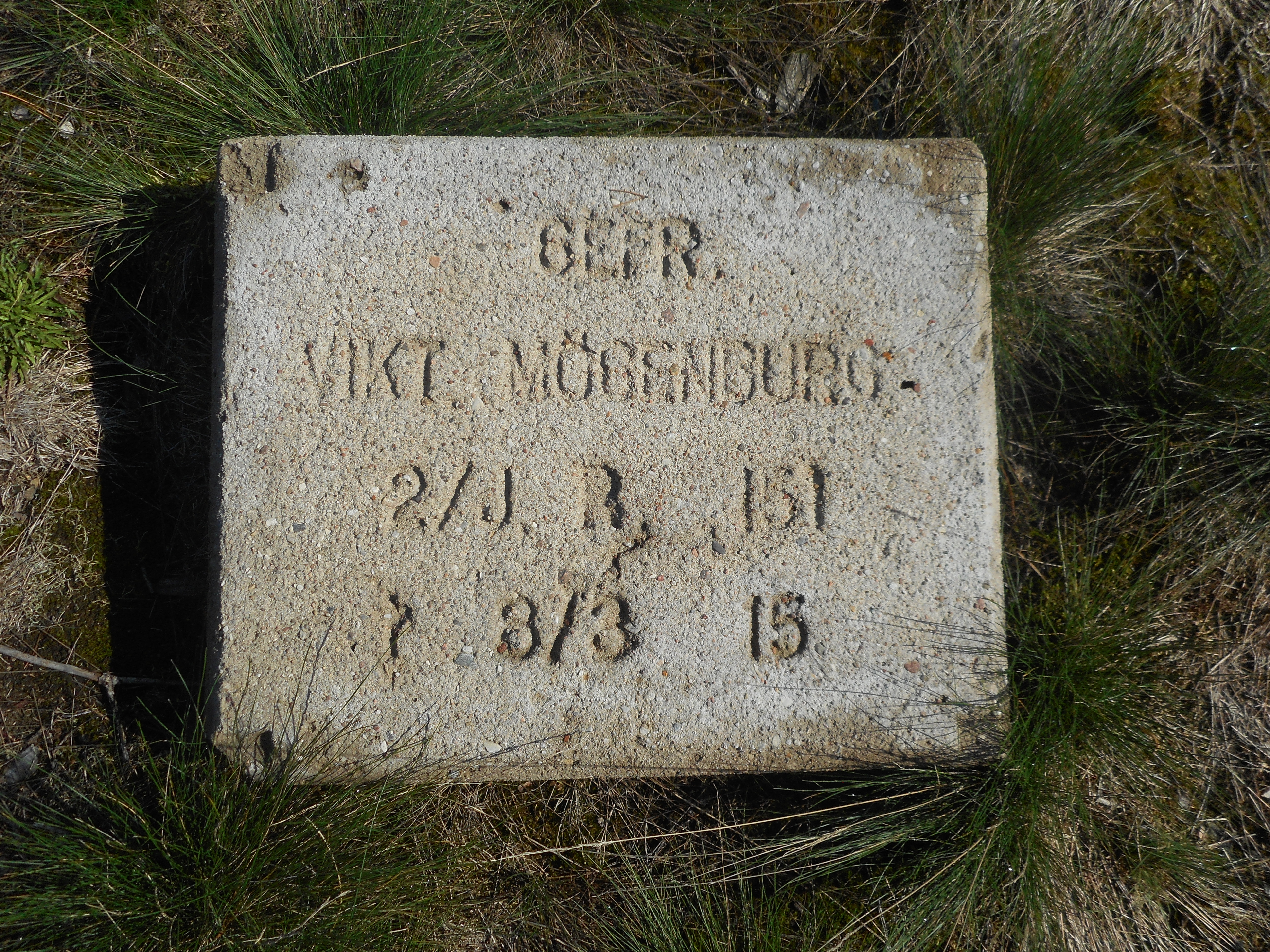
Płyta nagrobna żołnierza armii niemieckiej
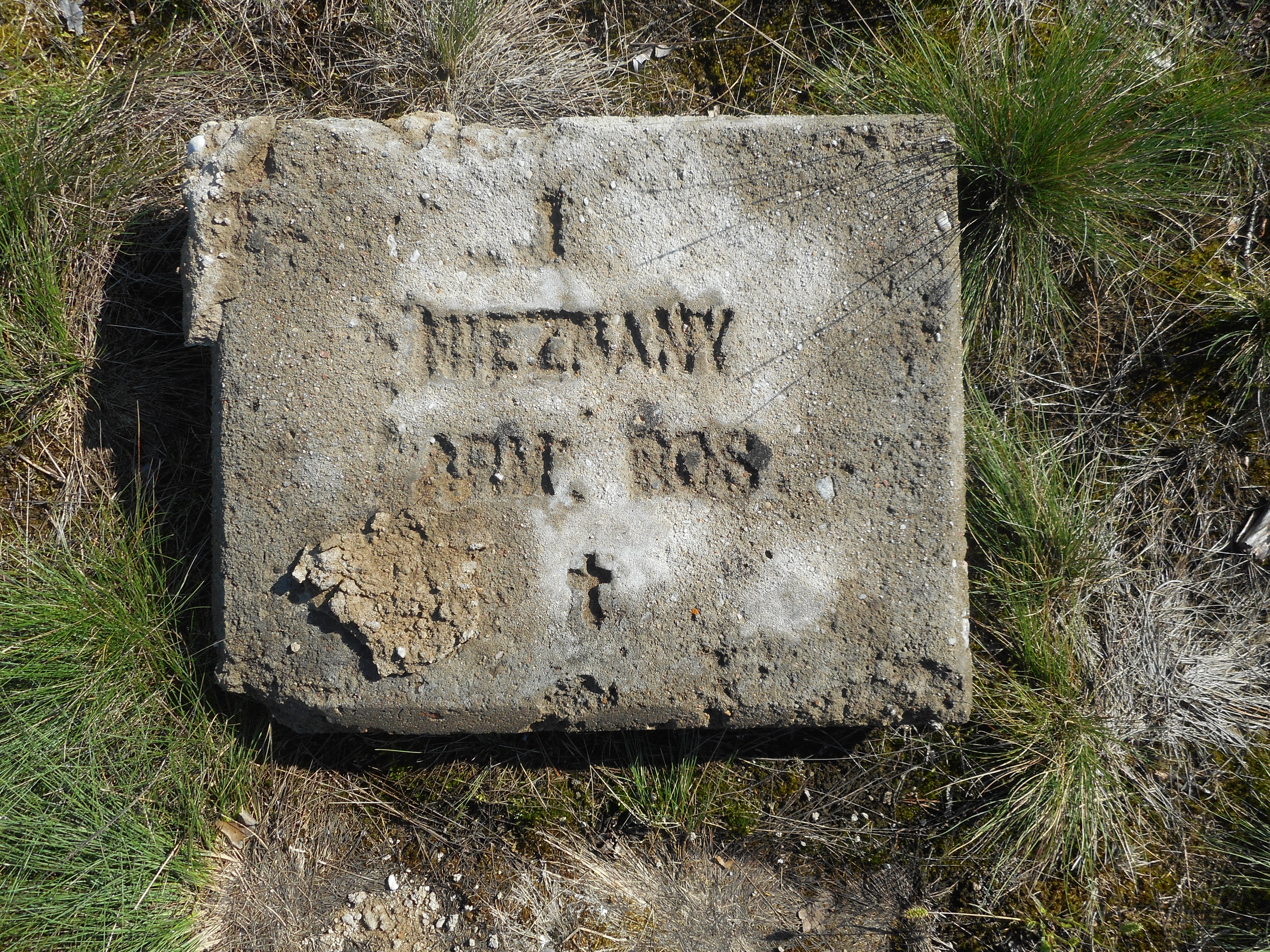
Płyta nagrobna nieznanego żołnierza armii rosyjskiej
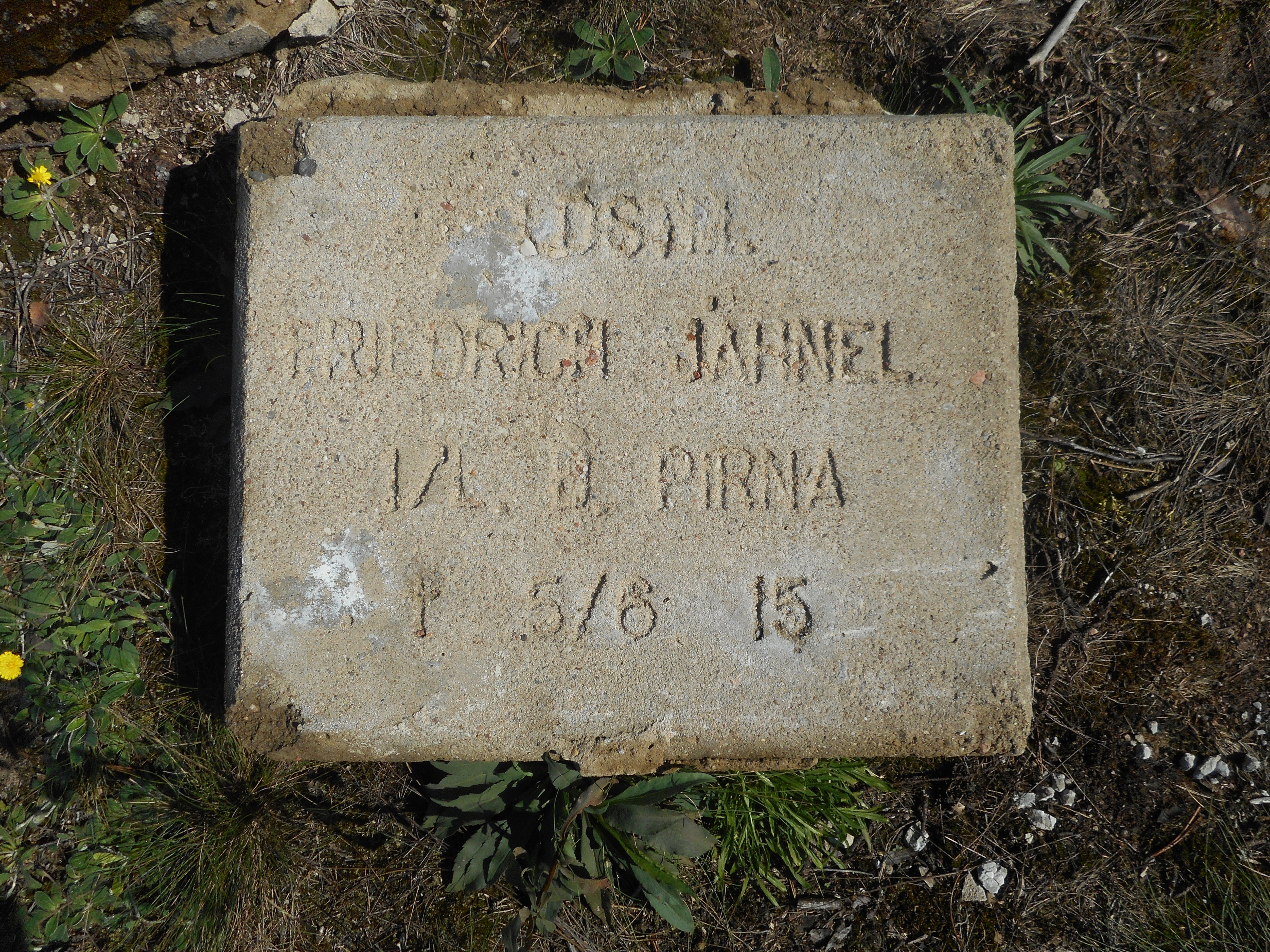
Płyta nagrobna żołnierzy armii niemieckiej
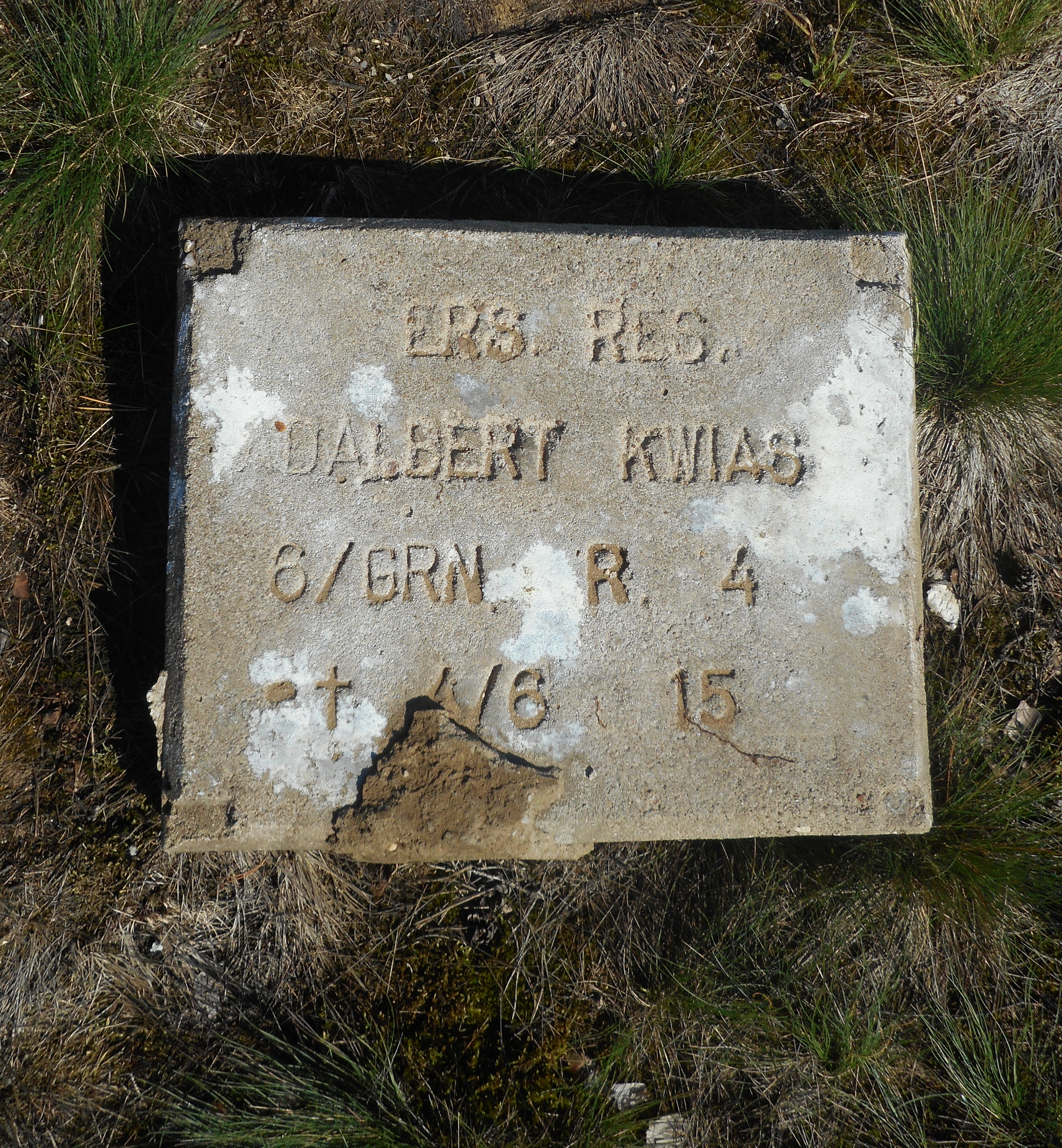
Płyta nagrobna żołnierzy armii niemieckiej Wojciecha Kwiasa